# K-Index

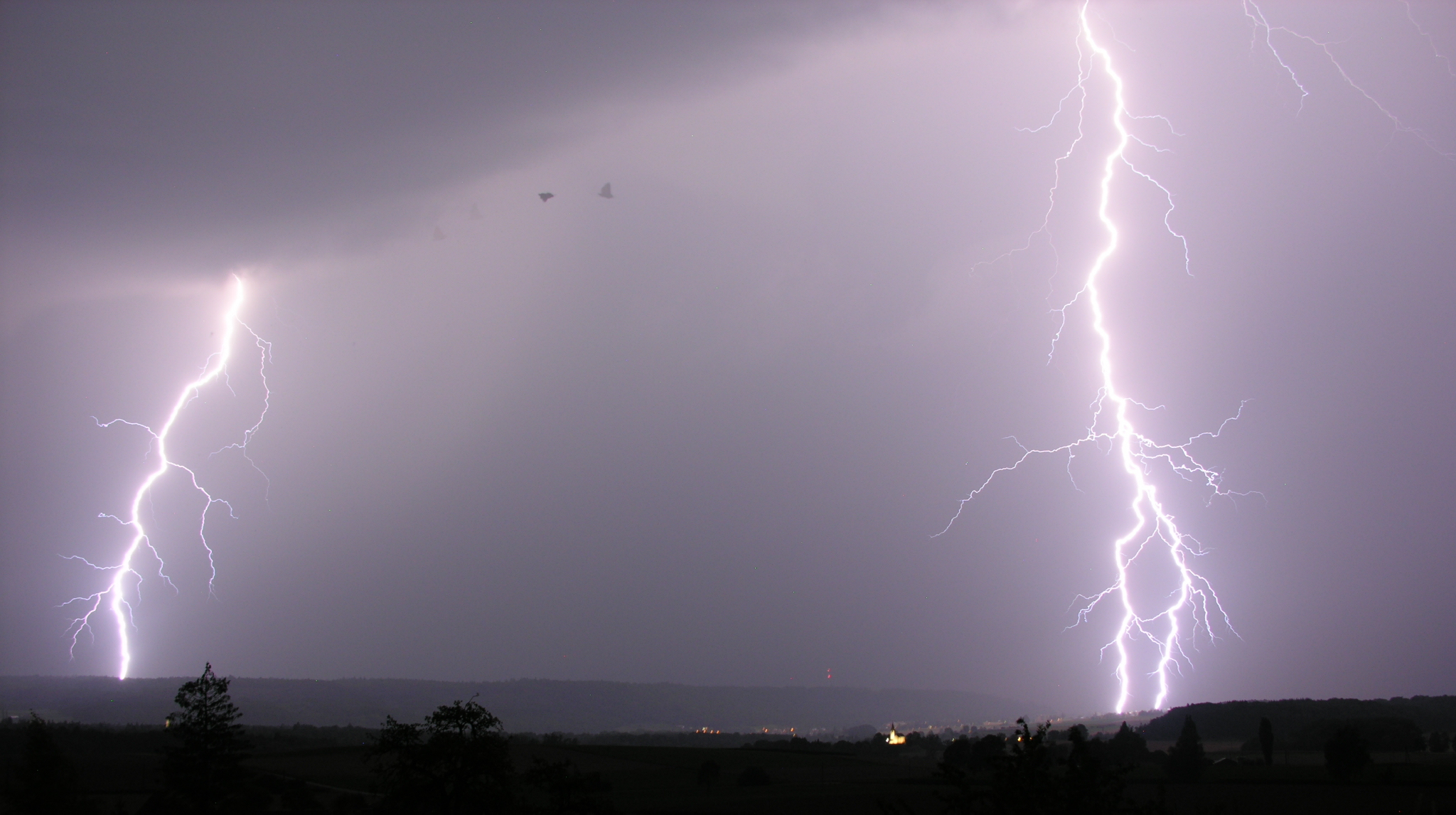
Erdblitze eines Gewittersystems

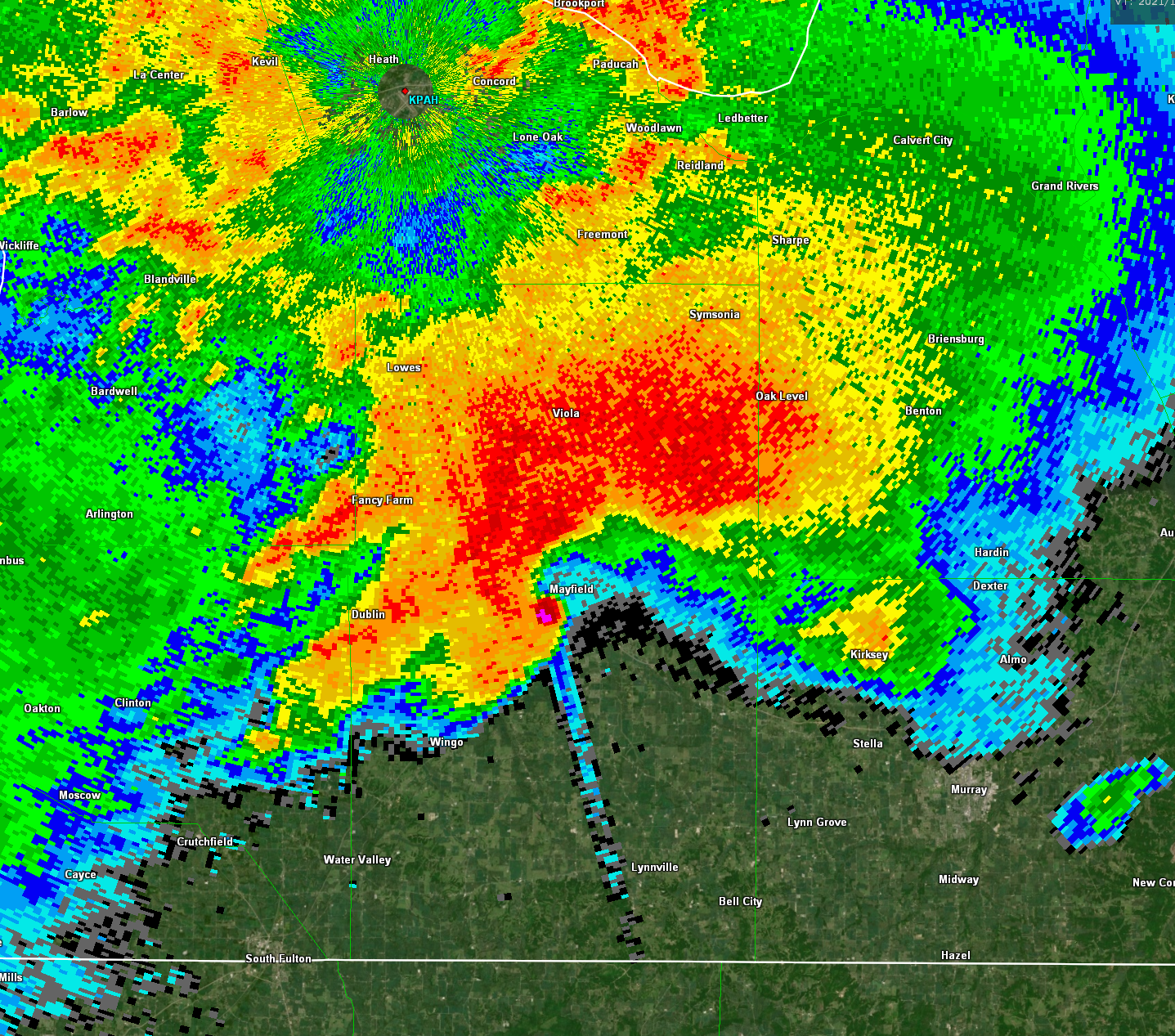
Radaraufnahme einer Superzelle mit intensiven konvektiven Niederschlägen

Der K-Index K steht für Konvektions-Index (auch Georges Index genannt) und ist ein Wert (Maß) für die Wahrscheinlichkeit bzw. das Potenzial von Schauern und Gewittern. Er richtet sich nach der Temperatur, dem Taupunkt und der Luftfeuchtigkeit. Durch die Analyse mehrerer Luftdruckschichten werden dabei Aussagen zur Stabilität der unteren und mittleren Atmosphäre getroffen, welche eine Voraussetzung für die Bildung konvektiver Ereignisse darstellt.

## Berechnung
{\displaystyle K=(T_{850}-T_{500})+D_{850}-(T_{700}-D_{700})}
mit
- der Temperatur T in Grad Celsius
- dem Taupunkt D.

Die tiefgestellten Zahlen geben das Druckniveau an:
| Parameter  | Beschreibung  |
| ---------- | ------------- |
| T850, D850 | … bei 850 hPa |
| T700, D700 | … bei 700 hPa |
| T500       | … bei 500 hPa |

## Eigenschaften
Je höher der K-Index, desto höher die Wahrscheinlichkeit von Schauern und Gewittern.
| K-Index | Beschreibung                                                          |
| ------- | --------------------------------------------------------------------- |
| >40     | schwere Gewitter möglich                                              |
| 36–40   | Gewitter wahrscheinlich                                               |
| 26–35   | Gewitter möglich und Niederschläge mit 40 bis 60 % Wahrscheinlichkeit |
| 21–25   | Gewitter möglich und Niederschläge mit 20 bis 40 % Wahrscheinlichkeit |
| <20     | wahrscheinlich keine Gewitter                                         |
| <15     | wahrscheinlich keine Schauer                                          |